# Michel-Ange Balikwisha
Michel-Ange Balikwisha, né le 10 mai 2001 à Gand en Belgique, est un footballeur belge qui joue au poste d'attaquant au Royal Antwerp FC.

## Biographie

### En club

#### Jeunesse et formation
C'est lorsque son frère ainé, William Balikwisha, fait un essai à Anderlecht en 2003 que Michel-Ange va commencer à jouer au football : repéré alors qu'il accompagne son grand frère, il rejoint rapidement le club de la périphérie bruxelloise qui domine alors le football belge.

#### Standard de Liège
Après ses premiers pas au RSC Anderlecht, Michel-Ange Balikwisha rejoint l'Académie Robert Louis-Dreyfus à Liège en 2014 — où il suit une nouvelle fois son frère. Après une saison prometteuse avec les moins de 18 ans des Rouches, il signe son premier contrat professionnel avec le Standard à l'été 2019,.
Lors de la saison 2019-2020, à peine majeur, il intègre l'équipe des moins de 21 ans, dans une saison tronquée par la pandémie de Covid-19, commençant à s'entrainer avec l'équipe première à la reprise, lors de la préparation de la saison suivante,,.
Balikwisha fait ses débuts professionnels en Division 1A avec le Standard de Liège le 20 septembre 2020, à l'occasion d'une victoire 2-1 à domicile contre le KV Courtrai.
Arrivé sur la pointe des pieds dans l'effectif professionnel, il s'impose rapidement comme un titulaire régulier régulier dans l'effectif du Standard,, ; malgré une saison compliquée pour le club qui voit notamment Philippe Montanier — l'entraineur qui avait offert ses débuts à Michel-Ange — être remplacé par Mbaye Leye en fin d'année, alors que le club est 11e du championnat.
Sous les ordres de son nouvel entraineur, Balikwisha continue à jouer les premiers rôles sur tous les flancs de l'attaque. Et alors que son équipe fait une meilleure deuxième partie de saison, le jeune joueur est même le meilleur buteur de son équipe début avril 2021,. Confirmant son changement de statut après cette première saison professionnelle, de nombreux clubs de premier plan, en Belgique comme à l'étranger, manifestent leur intérêt pour le jeune belge,,.

#### Royal Antwerp FC
Le 4 juillet 2021, il quitte le Standard et s'engage au Royal Antwerp FC pour un contrat de cinq saisons et un transfert de 5 millions d'euros. Il trouve rapidement une place de titulaire au sein du club anversois sous les ordres de l'entraineur Brian Priske. Lors de sa deuxième saison, sous la direction de Mark van Bommel, il continue à être régulièrement aligné et devient champion de Belgique et vainqueur de la coupe de Belgique en 2023 inscrivant le second but lors de la finale contre le KV Malines (2-0).

### En sélections nationales
Belge d'origine congolaise, Balikwisha est éligible pour les sélections nationales des deux pays. Déclarant son désir de jouer avec l'équipe de RDC alors qu'il vient de faire ses débuts professionnels en 2020 et qu'il devait participer à un Tournoi de Toulon 2020 finalement annulé avec les espoirs congolais — son frère William étant lui déjà international U23 avec Les Léopards< —, son explosion en 2020-2021 semble prolonger son hésitation quant à son avenir international.
En effet, le joueur qui est déjà international belge en équipes de jeunes< est également convoqué en équipe de Belgique espoirs par Jacky Mathijssen en mars 2021, où bien que la Covid-19 empêche les rencontres officielles, Balikwisha permet à sa sélection de gagner un match contre son propre club à Liège. Mais malgré cette sélection — renouvelée à l'été suivant pour les qualifications à l'Euro 2023 — Balikwisha garde la porte ouverte pour une sélection avec Les Léopards,.

## Statistiques

### En club
| Saison                | Club                  | Championnat           | Championnat | Championnat | Championnat | Coupe(s) nationale(s) | Coupe(s) nationale(s) | Coupe(s) nationale(s) | Supercoupe | Supercoupe | Supercoupe | Compétition(s) continentale(s) | Compétition(s) continentale(s) | Compétition(s) continentale(s) | Compétition(s) continentale(s) | Autres compétitions | Autres compétitions | Autres compétitions | Autres compétitions | Total | Total | Total |
| Saison                | Club                  | Division              | M.          | B.          | P.d.        | M.                    | B.                    | P.d.                  | M.         | B.         | P.d.       | Comp.                          | M.                             | B.                             | P.d.                           | Comp.               | M.                  | B.                  | P.d.                | M.    | B.    | P.d.  |
| 2020-2021             | Standard de Liège     | Division 1A           | 26          | 7           | 2           | 2                     | 0                     | 0                     | -          | -          | -          | C3                             | 6                              | 0                              | 2                              | PO2                 | 6                   | 2                   | 0                   | 40    | 9     | 4     |
| 2021-2022             | Royal Antwerp FC      | Division 1A           | 26          | 4           | 3           | 1                     | 0                     | 0                     | -          | -          | -          | C3                             | 5                              | 1                              | 2                              | PO1                 | 6                   | 0                   | 0                   | 38    | 5     | 5     |
| 2022-2023             | Royal Antwerp FC      | Division 1A           | 27          | 6           | 1           | 5                     | 2                     | 0                     | -          | -          | -          | C4                             | 4                              | 1                              | 0                              | PO1                 | 6                   | 1                   | 0                   | 42    | 10    | 1     |
| 2023-2024             | Royal Antwerp FC      | Division 1A           | 23          | 5           | 6           | 3                     | 0                     | 1                     | 1          | 1          | 0          | C1                             | 7                              | 2                              | 1                              | PO1                 | 10                  | 2                   | 0                   | 44    | 10    | 8     |
| 2024-2025             | Royal Antwerp FC      | Division 1A           | 5           | 0           | 0           | 1                     | 0                     | 0                     | -          | -          | -          | -                              | -                              | -                              | -                              | PO1+BE              | 10+1                | 4+0                 | 3+0                 | 17    | 4     | 3     |
| 2025-2026             | Royal Antwerp FC      | Division 1A           | 4           | 1           | 0           | -                     | -                     | -                     | -          | -          | -          | -                              | -                              | -                              | -                              | -                   | -                   | -                   | -                   | 4     | 1     | 0     |
| Sous-total            | Sous-total            | Sous-total            | 85          | 16          | 10          | 10                    | 2                     | 1                     | 1          | 1          | 0          | -                              | 16                             | 4                              | 3                              | -                   | 33                  | 7                   | 3                   | 145   | 30    | 17    |
| 2024-2025             | Young Reds            | Nationale 1           | 1           | 0           | 0           | -                     | -                     | -                     | -          | -          | -          | -                              | -                              | -                              | -                              | -                   | -                   | -                   | -                   | 1     | 0     | 0     |
| Total sur la carrière | Total sur la carrière | Total sur la carrière | 112         | 23          | 12          | 12                    | 2                     | 1                     | 1          | 1          | 0          | -                              | 22                             | 4                              | 5                              | -                   | 39                  | 9                   | 3                   | 186   | 39    | 21    |

## Palmarès

### En club
|  |  | Standard de Liège - Coupe de Belgique : - Finaliste : 2021. |  | Royal Antwerp FC - Championnat de Belgique (1) : - Champion : 2023. - Coupe de Belgique (1) : - Vainqueur : 2023. - Finaliste : 2024. - Supercoupe de Belgique (1) : - Vainqueur : 2023. |

## Vie privée
Michel-Ange Balikwisha a un frère ainé, William Balikwisha, qui est également footballeur professionnel, passé lui aussi par le Standard de Liège.